# حي سالم عمر (عدن)
حي سالم عمر هو أحد أحياء مديرية التواهي في محافظة عدن اليمنية. يبلغ تعداد سكانه 2347 نسمة حسب التعداد السكاني في اليمن لعام 2004.